# Gaetano Chiaveri
Gaetano Chiaveri (* 1689 in Rom; † 5. März 1770 in Foligno) war ein italienischer Baumeister und Architekt in der zweiten Phase des Dresdner Barocks.

## Leben

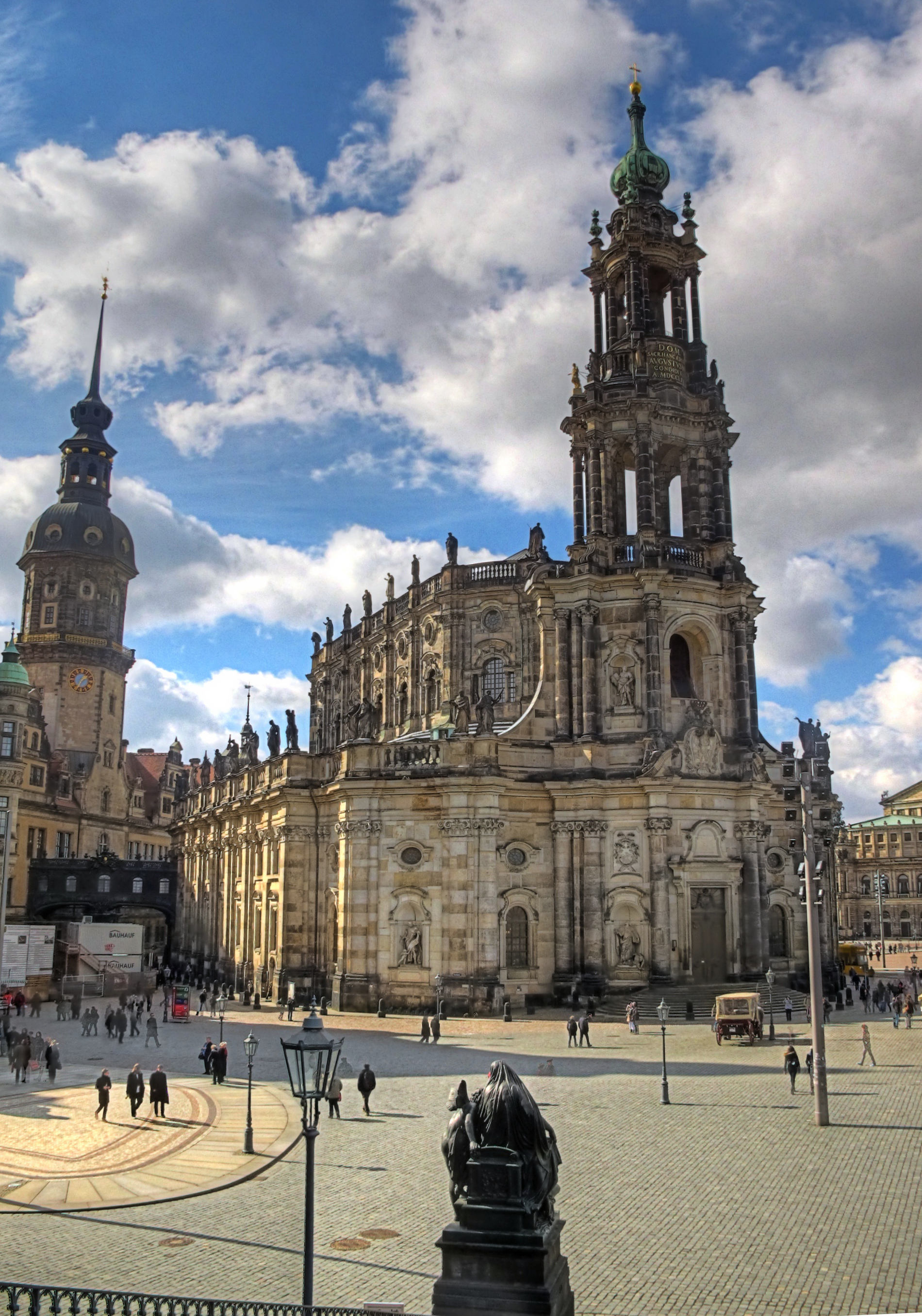
Hofkirche in Dresden

In Rom ausgebildet, ging Chiaveri 1717 nach St. Petersburg, wo er von Zar Peter dem Großen mit der Bauleitung für die Bibliothek der Russischen Akademie der Wissenschaften und die Kunstkammer beauftragt wurde. 1727 kam er nach Warschau, wo er für Jacob Heinrich von Flemming einen Palast entwerfen sollte; dies wurde aber durch den Tod seines Auftraggebers vereitelt.
In den 1730er Jahren trat Chiaveri in sächsische Dienste. 1734 gehörte er zum Gefolge August III. bei dessen Krönung zum polnischen König in Krakau. Vom 1. April 1736 bis zum 30. September 1749 leitete er die Errichtung der Katholischen Hofkirche in Dresden. Während dieser Arbeiten kamen zahlreiche italienische Handwerker nach Dresden, die das so genannte Italienische Dörfchen bildeten. Chiaveri verließ Dresden nach Intrigen schon vor der Fertigstellung der Kirche, die 1755 unter Johann Christoph Knöffel und Julius Schwarze vollendet wurde. Sie gilt dennoch als Chiaveris Hauptwerk. 
Ab 1750 lebte Chiaveri in Rom, ab 1760 in Foligno.

## Werke

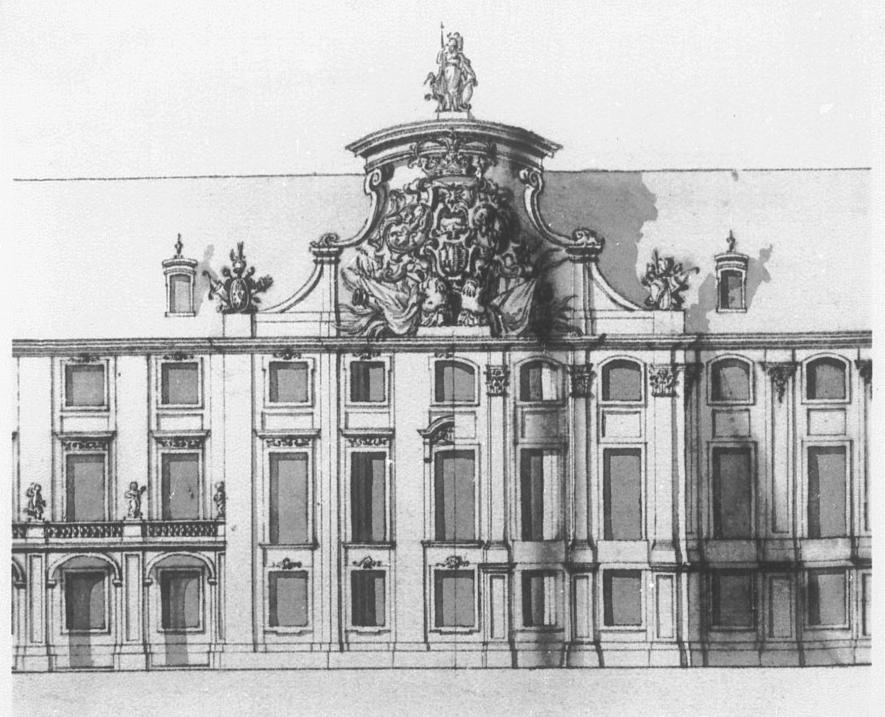
Nordostflügel des Warschauer Königsschlosses

- Bibliothek der Russischen Akademie der Wissenschaften und Kunstkammer in St. Petersburg (Bauleitung)
- Trauerkatafalk für August den Starken
- Dresdner Hofkirche
- Prinz-Max-Palais in Dresden, als eigenes Wohnhaus
- Nordostflügel des Warschauer Königsschlosses
- Entwurf für einen königlichen Palast in Dresden (nicht ausgeführt)

## Publikationen
- Entwürfe für die katholische Hofkirche, gestochen von L. Zucchi. 1740
- Ornamenti diversi di porte e finestri in prospettiva con piante, modini e profili, dati alla stampa da L. Zucchi. Dresden 1743/44 (2 Bände)
- Sentimento sopra la pretesa riparazione di danni della cupola di San Pietro in Vaticano. Dresden 1744
- Breve discorsi di Gaetano Chiaveri Romano architetto giubilato della corte die Sassonia, ed academico di San Luca di Roma, circa i danni riconosciuti nella portentosa cupola di San Pietro di Roma, e le sue principali cose, con la maniera durabile, e più sicura per la reparazione, dedicato a tutti i Professori ed amatori die detta Scienza. Pesaro 1767